# Hilgensteen
Der Hilgensteen (niederdeutsch für „Heiligenstein“) oder Hilgenstein ist ein erratischer Block und möglicher vorgeschichtlicher Menhir in Ardorf, einem Ortsteil von Wittmund im Landkreis Wittmund, Niedersachsen.

## Lage
Der Hilgensteen befand sich ursprünglich auf dem Gelände des heutigen Fliegerhorsts Wittmundhafen. Die ganze Umgegend war ursprünglich nach ihm benannt. Er lag vermutlich an einer Kreuzung der alten Heer- und Handelsstraße von Oldenburg nach Ostfriesland. Als der Flugplatz 1939 wieder aufgebaut wurde, galt der Stein zunächst als verschollen. 1951 wurde er wiederentdeckt und an seinen heutigen Standort nach Ardorf verbracht. Dort befindet er sich am nördlichen Ortsrand, 200 m südlich des Ortsausgangs auf der östlichen Seite der Heglitzer Straße in einer Umfriedung.

## Beschreibung
Der Stein besteht aus rotem Granit. Er ist plattenförmig und hat eine stumpfe Spitze. Er hat eine Länge von 1,3 m, eine Breite von 0,8 m und eine Dicke von 0,44 m. Johannes Groht ordnet ihn als möglichen Menhir ein, es gibt allerdings keine schriftlichen Hinweise darauf, dass er in geschichtlicher Zeit noch aufrecht gestanden hat.

## Der Stein in regionalen Sagen
Zum Hilgenstein existiert eine Sage: In Meerhusen bei Ardorf lebte einst der Mönch Mimko. Gemeinsam mit seinem Glaubensbruder Hayko aus dem Kloster Ihlow reiste er nach Jerusalem, um dort an den heiligen Stätten zu beten. Dort wurden beide krank und Hayko starb. Mimko betete zu Gott und schwor, wenn er gesund werden würde, wolle er in seiner Heimat als Einsiedler leben und sein Leben der Jungfrau Maria widmen. Er wurde gesund und hielt sein Versprechen. Die restlichen 30 Jahre seines Lebens verbrachte er größtenteils betend in einer Hütte zwischen Middels und Ardorf. Mit einem Stein, den er aus dem heiligen Land mitgebracht hatte, heilte er Kranke. Nach seinem Tod wurde er in Meerhusen auf dem Klosterfriedhof beigesetzt. Von seiner Hütte blieb nur ein großer Stein erhalten, der als Türschwelle verwendet worden war. Der Stein erhielt später zum Gedenken an den wundertätigen Mimko den Namen Hilgensteen („Heiligenstein“).